# Paul Heinrich von Groth
Paul Heinrich von Groth   (Magdeburg, 23 de juny de 1843 - Múnic, 2 de desembre de 1927), fou un mineralogista alemany.

## Biografia

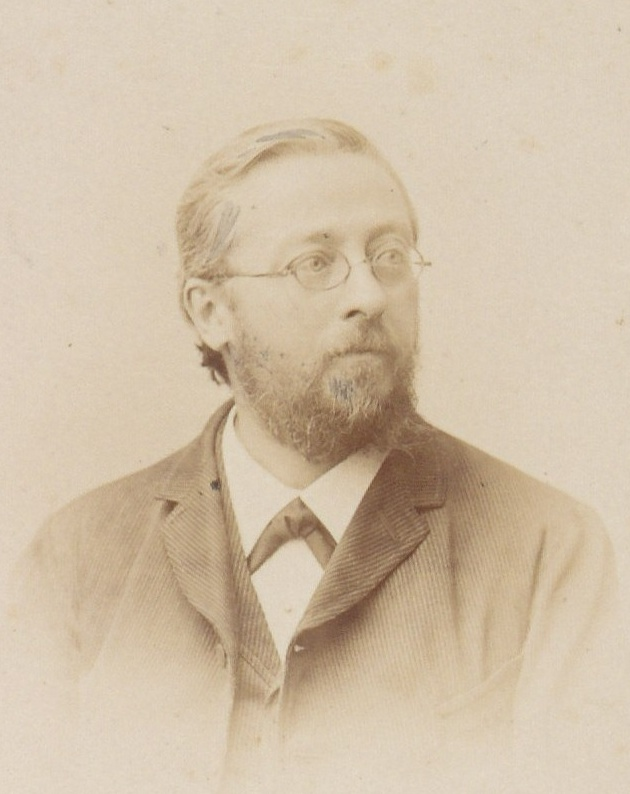
Paul Heinrich von Groth, c. 1898

Va estudiar a Freiberg, Dresden i Berlín; obtenint el títol de doctor el 1868. Després d'exercir la càtedra de Mineralogia a partir de 1872 a Estrasburg, va ser nomenat el 1883 professor de mineralogia i encarregat de minerals en el museu estatal de Múnic.
Va dur a terme exhaustives recerques sobre cristalls i minerals, a part de moltes roques. Va publicar les obres Tabellarische Übersicht der einfachen Mineralien (1874-1898) i Physikalische Krystallographie (1876-1895, ed. 4, 1905). Va ser editor durant alguns anys de la Zeitschrift für Krystallographie und Mineralogie.